# Quilengues
Quilengues é uma cidade e município da província da Huíla, Angola.
Tem cerca de 120 mil habitantes. É limitado a norte pelo município de Chongoroi, a leste pelo município de Caluquembe, a sul pelos municípios de Cacula e Lubango, e a oeste pelos municípios de Bibala e Camucuio.
O município é constituído pela comuna-sede, correspondente à cidade de Quilengues, e pelas comunas de Impulo e Dinde.. Ainda subdivide-se nos sectores de Catala (norte, antes do Impulo) e Camulemba (a leste).

## História
O municipio de Quilengues foi fundado  pelos portugueses a partir de 1870.

## Geografia
A comuna-sede, correspondente à cidade de Quilengues, está subdividida em 10 bairros oficiais, a saber: Catala, Macúli, Pecuária, Camunjengue, Cavinjiliti, Mulois I, Mulois II, Serração, Zona A e Zona B; existem outros bairros em formação e não-oficiais.
As principais e mais faladas línguas entre a população são o português (de fato a língua franca), nhaneca, ovimbali e muchilengue.

## Economia
As principais actividades econômicas são a agricultura, comércio e criação de gado.

## Infraestrutura
A sede dispõe de um mercado municipal.
Tem energia eléctrica para a população da cidade e água canalizada.